# Flota

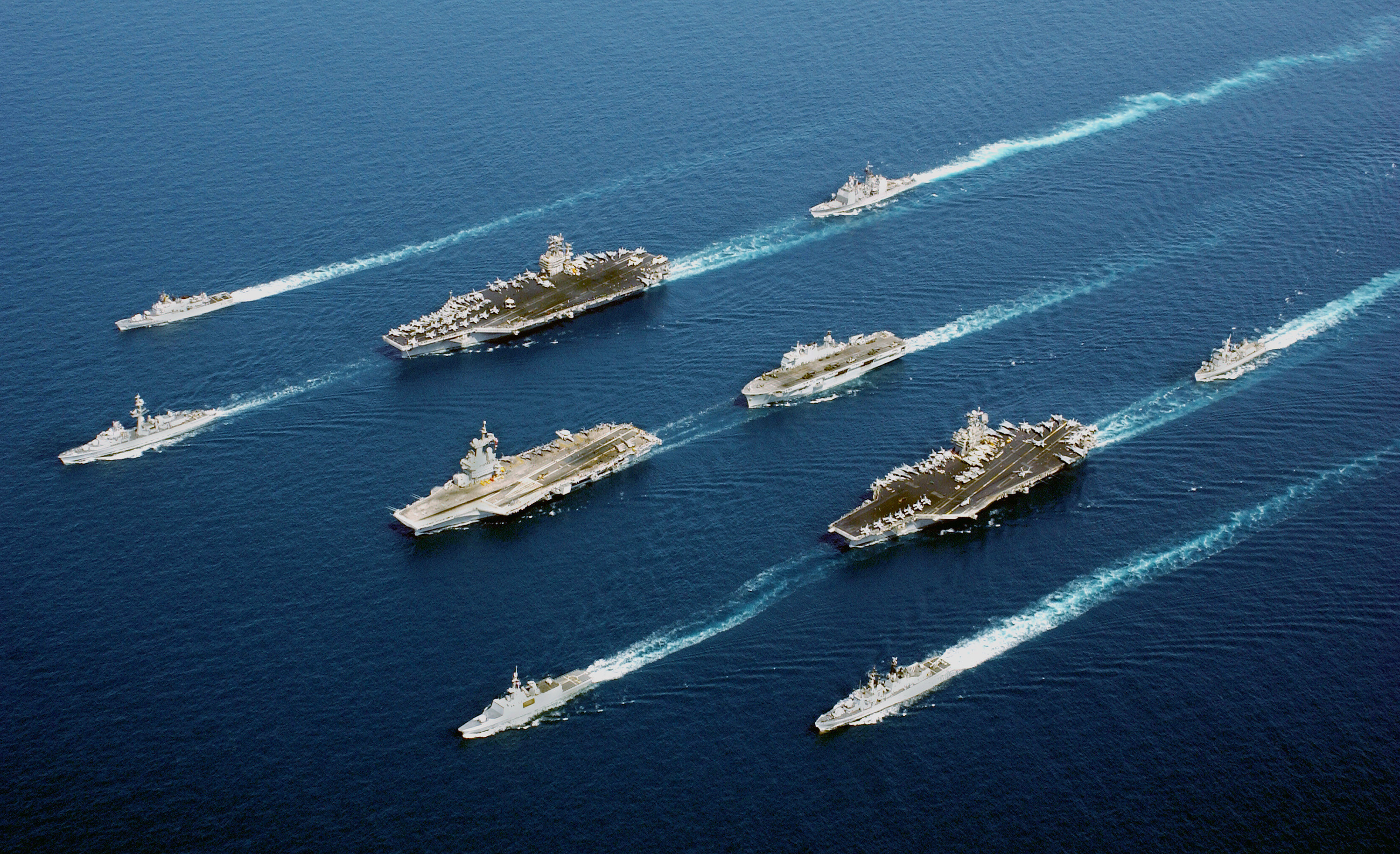
Una flota formada per cinc països durant l'operació "Llibertat duradora" al Mar d'Oman

Una flota naval és una gran formació militar de vaixells de guerra i la formació més gran en qualsevol exèrcit naval. Una flota al mar és l'equivalent a un exèrcit de terra. Etimològicament aquesta paraula, que en català està documentada des del segle xv, prové del francès flotte i aquest, de l'escandinau antic floti que vol dir 'estol, esquadra, rai'. El terme flota també s'aplica fora de l'àmbit naval com per exemple "una flota de bolets" (un grup dens de bolets).
Les flotes modernes estan integrades per vaixells de guerra superfície, submarins, vaixells de suport i aparells aeris amb la base al vaixell. La força de combat són porta-avions, cuirassats i creuers amb els seus destructors, la força de seguretat i la força de vigilància està formada per creuers lleugers, destructors, submarins, etc., i el tren naval, constituït pels vaixells de caràcter logístic, com petroliers, vaixells taller, vaixells hospital, remolcadors, etc. En cas d'operacions de desembarcament, també es compta amb la força amfíbia, composta de transports d'assalt, de llanxes de desembarcament i de tot el material de les tropes que han de saltar a terra.
Les flotes normalment, però no necessàriament, són formacions permanents i generalment estan assignases a un oceà o un mar en particular i reben el nom d'aquests oceans o mars però per convenció la United States Navy fa servir nombres.
Una flota normalment és comandada per un Almirall, qui sovint és també un comandant en cap, però moltes flotes estan comandades per vice-almiralls o de rang inferior. Moltes flotes estan dividides en diversos esquadres navals cadascun d'ells sota el comandament d'un almirall subordinat. Aquests esquadrons al seu torn estan dividits en divisions navals. Alguns exèrcits de mar només tenen una sola flota. En alguns casos hi ha flotes multinacionals com en la batalla de Lepant (1571).
Un vaixell almirall, vaixell insígnia o nau capitana és tradicionalment la nau usada pel comandant en cap d'un conjunt de vaixells d'una esquadra naval. El terme solia ser fonamentalment una designació temporal, ja que vaixell almirall era allà on fos l'almirall enarborant la seua bandera (insígnia)., mentre que el capital ship o nau capital és el vaixell més potent de la seva flota. Des del final de la Segona Guerra Mundial el portaavions ha esdevingut el vaixell capital per excel·lència, un paper que abans prenia el cuirassat.